# Signature Bank
Signature Bank fue un banco comercial estadounidense de servicio completo con sede en Nueva York con 38 oficinas de clientes privados en Nueva York, Connecticut, California y Carolina del Norte. La subsidiaria financiera especializada de Signature Bank, Signature Financial LLC, proporciona financiación y arrendamiento de equipos. Signature Securities Group Corporation, una subsidiaria de propiedad absoluta, es un agente de bolsa autorizado y asesor de inversiones que ofrece productos y servicios de inversión, corretaje, gestión de activos y seguros. A fines de 2021, el banco tenía activos totales por 118 mil millones de dólares, depósitos por 85,31 mil millones de $ y préstamos por 65,25 mil millones de $.
Signature Bank fue fundado en 2001 por exejecutivos y empleados de Republic Bank of New York tras de su compra por parte de HSBC. Se centró en clientes adinerados con un modelo de relación personal, manteniendo solo oficinas en el área de la ciudad de Nueva York durante la mayor parte de su historia. A fines de la década de 2010, comenzó a expandirse geográficamente y en términos de servicios, aunque se destacó más por su decisión de 2018 de abrirse a la industria de las criptomonedas. Para 2021, las empresas de criptomonedas representaban el 30 por ciento de sus depósitos.
Los funcionarios bancarios del Estado de Nueva York cerraron el banco el 12 de marzo de 2023, dos días después de la quiebra de Silicon Valley Bank.